# Szécsényi Tamás
Szécsényi Tamás (? – 1354?) országbíró, erdélyi vajda, tárnokmester és számos vármegye ispánja Károly Róbert és fia Nagy Lajos magyar király idején. Hosszú idejű erdélyi vajdaságával Károly Róbert legfontosabb főemberei közé tartozott. A Kacsics nemzetség Falkos ágából származott, nemzetsége legtöbb tagjával ellentétben kezdettől Károly Róbert szilárd híve volt, ezért adományul megkapta nemzetsége elkobzott birtokait. A Szécsényi család alapítója.

## Élete
Kacsics nembeli Farkas pohárnokmester és nógrádi ispán fia, Falkos unokája volt. 1301-ben szembefordult nemzetsége tagjaival, emiatt Nógrád vármegyei birtokai elvesztek a számára és az ifjú Károly Róbert mellé állt a III. András magyar király halála utáni trónharcokban és a tartományurak elleni belháborúban — ebben valószínűleg közrejátszott, hogy a Nógrád vármegyei Szécsény váruradalmának birtoklása ügyében már apja, majd ő maga is többször vitába keveredett a nemzetség többi tagjával.
1312-ben részt vett a rozgonyi csatában, ahol derekasan harcolt, meg is sebesült. A csatában nemzetségének több tagja Csák Máté seregvezéreként harcolt, amiért Károly Róbert birtokaikat elkobozta, és később Szécsényi Tamásnak adományozta. 1313-ban a király lublói várnagya volt, 1316-ban pedig visszafoglalta Csák Mátétól a visegrádi várat a király számára. 1318–tól 1321-ig hasznosi és solymosi várnagy, aradi, bácsi és szerémi ispán. 1318-ban megkérte a király számára VII. Henrik német-római császár leányának, Beatrixnak a kezét. 1319-ben a kunok bírája, 1320–21-ben királynéi tárnokmester volt.
1321-ben meghalt Csák Máté, s ezután tartományurasága is összeomlott. Ekkor Károly Róbert Szécsényi Tamásnak adományozta a Kacsics nemzetség korábban elkobzott, de eddig Csák Máté által megszállt Nógrád megyei birtokait, a saját ottani birtokaival egyetemben. Öröklött és adományozott birtokaival az ország egyik leggazdagabb embere lett. 1321-től Károly Róbert haláláig, 1342-ig ő töltötte be az erdélyi vajda és a vele összekötött szolnoki ispán tisztségét, ami mutatja, hogy a király egyik leghűségesebb hívének számított. 1324-ben felszámolta az erdélyi szászok lázadását, és szebeni, 1330–42-ben aradi, 1330-ban csongrádi, 1334–43-ban nógrádi, 1338–42-ben trencséni ispán volt. 1339–41-ben tárnokmesteri procurator (megbízott).
Nagy Lajos király uralkodása kezdetén, 1342-ben, majd megszakítás után 1343-ban tárnokmester, valamint abaúji, borsodi, gömöri, hevesi és szepesi ispán. 1346–48 között a bárók között említik. 1346–50 között kevei és krassói ispán. 1347–48-ig galambóci várnagy. 1349-től 1354-ig országbíró, 1350-től 1354-ig turóci ispán.

## Birtokai
Ősi birtokai Nógrádban voltak, ahol 1321-ben megkapta nemzetségének, a Kacsics nemzetségnek elkobzott birtokait is. Birtokadományokban részesült Károly Róberttől Heves és Hont megyében, valamint Erdélyben is.
Királyi adomány révén kapott birtokokat két lépcsőben – 1323. március 6-i és június 24-i keltezéssel – Berki, Eben, Érd, Keszi, Sasad és Sóskút területén.

## Családja
Első házasságából több fia született.
- Szécsényi Mihály váci püspök, egri püspök
- Szécsényi Kónya (Miklós) horvát–dalmát bán, királynéi asztalnokmester
- Szécsényi István
- Széchényi Gáspár
- Szécsényi Anna (†1354 előtt)
- Szécsényi László

Második felesége Auschwitzi Anna (Anna oświęcimski), a Piast-dinasztia hercegnője volt, akinek révén rokonságba került a magyar és a lengyel királyi családdal.